# 吾妻山 (神奈川県)
吾妻山（あづまやま）は、神奈川県中郡二宮町にある標高136.2mの山である。公園として整備するにあたり、吾妻山公園とも呼ばれる。

## 概要
名前は日本武尊が弟橘媛の笄(こうがい)を山頂に埋め、「吾妻はや」と嘆いたことに由来するといわれる。山の中腹には弟橘媛を祀った吾妻神社がある。毎年1月下旬から2月上旬には、山頂及び展望台あたりには菜の花は満開となるため菜の花ウォッチングのイベントが開催される。
また、山の中腹には二宮町のマークが植木で作られているオブジェが存在し、東側（上写真）から見ることができる。晴れた日には山頂から富士山や丹沢、大山なども望める。

## アクセス
- 登山口には主に中里上り口と役場上り口、それに梅沢上り口があり、梅沢上り口から登ると土むき出しの登山道や、うっそうとした雑木林の中を登ることになり本格的な登山気分が味わえる。また、吾妻神社へは梅沢上り口が最寄である。中里上り口は比較的坂が緩やかで、コンクリートで整備されていてスニーカーなどでも歩きやすい。役場登り口は東海道本線二宮駅から近いが急な階段が300段続く。山頂までは、役場口から徒歩25分、中里口から徒歩40分、梅沢口から徒歩20分、釜野口から徒歩25分ほどである。
- 専用の駐輪場、駐車場はない。臨時駐車場は二宮町生涯学習センター「ラディアン」の裏手に用意されている。

## 周辺
- 二宮町役場
- JR二宮駅
- 西湘二宮IC
- 国道1号

## 吾妻山公園

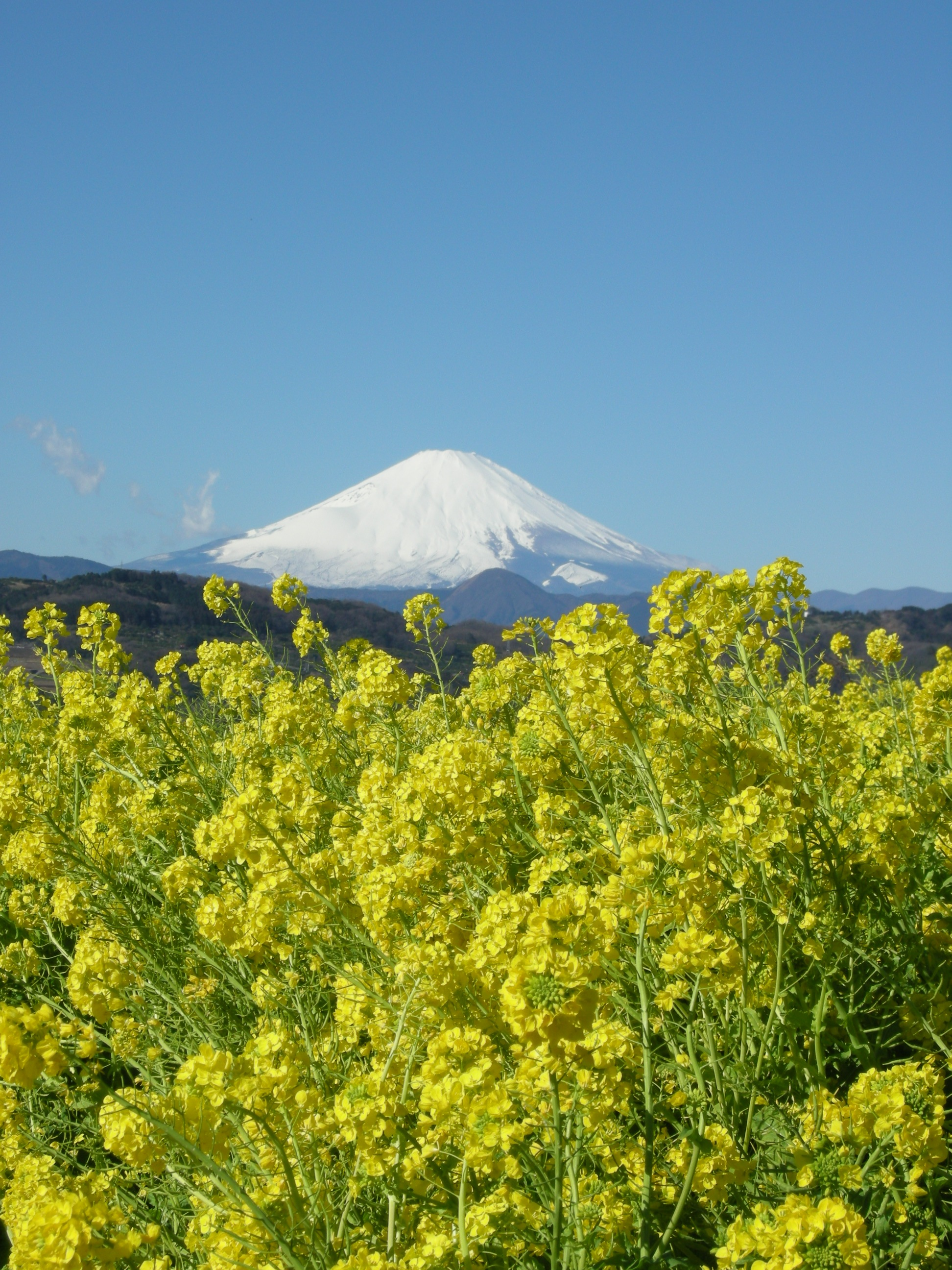
吾妻山公園展望台から撮影した菜の花と富士山（2009年2月1日撮影）

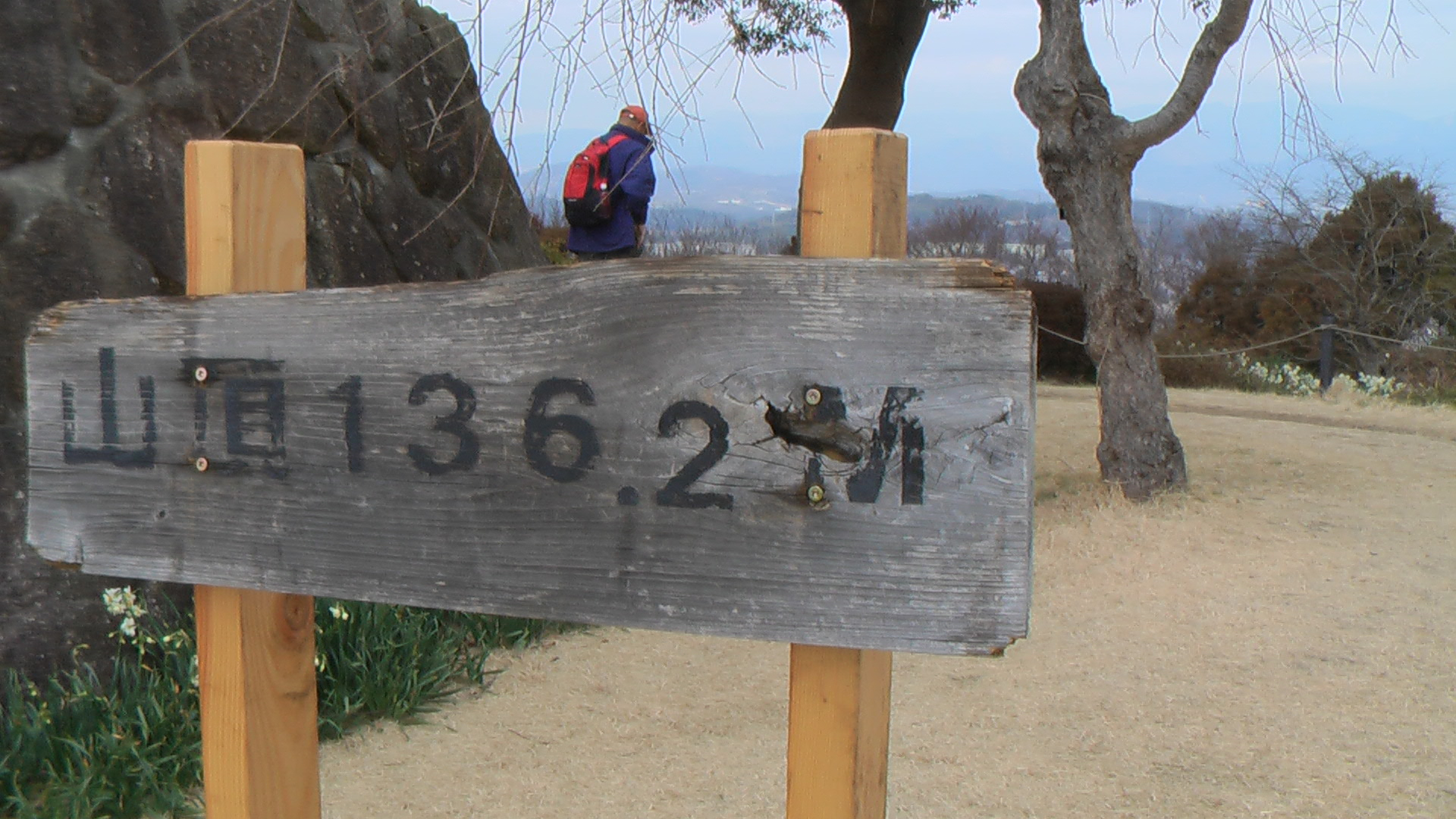
吾妻山頂上（2009年2月11日撮影）

吾妻山公園は、吾妻山の山頂にある、町営の公園である。1987年（昭和62年）7月18日に開園した。年中無休で入場料は無料。

### 施設
山頂に登ると、管理室わきに自動販売機が数台あるが、その他の常設のレストランや売店はない。週末になるとキッチンカーなどが数台出店する。
遊具以外の施設としては展望台や芝生広場、小動物園、花木園などがある。

### 遊具
山頂には子供が遊ぶための遊具がある。
- ローラー滑り台

全長は102mで傾斜は10° 無料

## 季節の花
菜の花　　1〜2月

　サクラ　　4月

　ツツジ　　5月

　アジサイ　6月

　コスモス　7〜8月

　スイセン　12〜1月